# Viktimizam
Viktimizam smatra se poremećajem osobnosti kojem se osoba stavlja u ulogu žrtve kako bi 
- okrivljavalo druge za vlastito ponašanje
- tražilo razumijevanje ili obrazloženje svojeg napada kao obranu navodnog napada.

Viktimizam opisuje svjesno i nesvjesno pogrešno okrivljavanje drugih za svoju patnjnu, ili ugroženost.
Može biti način diskreditiranja netočnim argumentima protivnika tako da se protivnika prikazuje napadačem i implicitno usvaja stav žrtve.
Pascal Bruckner opisuje viktimizam riječima "Zvati sebe progonjenim najneviniji je način za progon drugoga".